# Klaus-Walter Corell
Klaus-Walter Corell (* 6. September 1938 in Schwarzenfels) ist ein ehemaliger deutscher Politiker (CDU) und Abgeordneter des Hessischen Landtags.

## Ausbildung und Beruf
Klaus-Walter Corell leistet nach dem Abitur in den Jahren 1957 und 1958 seinen Wehrdienst und studierte 1958 bis 1962 Forstwissenschaften in Göttingen und Wien. Das Studium schloss er als Diplom-Forstwirt ab. Ab 1962 war er im hessischen Staatsforst tätig, zuletzt 1971 als Forstamtsleiter in Grünberg.
Klaus-Walter Corell ist verheiratet und hat zwei Kinder.

## Politik
Klaus-Walter Corell ist Mitglied der CDU und dort in einer Reihe von Vorstandsämtern aktiv. Seit 1972 war er Stadtverordneter und CDU-Fraktionsvorsitzender in Grünberg. Von 1979 bis 1981 war er Mitglied des Kreisausschusses, ab 1981 des Kreistages des Landkreises Gießen.
Am 15. März 1983 rückte er für Adolf Roth in den Landtag nach. Aufgrund der vorzeitigen Auflösung des Landtags endete sein Mandat bereits am 4. August 1983.

## Weblink
- Walter Corell. Abgeordnete. In: Hessische Parlamentarismusgeschichte Online. HLGL & Uni Marburg, abgerufen am 6. September 2024 (Stand 28. November 2023).

| Personendaten    | Personendaten             |
| ---------------- | ------------------------- |
| NAME             | Corell, Klaus-Walter      |
| KURZBESCHREIBUNG | deutscher Politiker (CDU) |
| GEBURTSDATUM     | 6. September 1938         |
| GEBURTSORT       | Schwarzenfels             |